# Contea di São Lourenço dos Órgãos
La contea di São Lourenço dos Órgãos è una contea di Capo Verde con 7 388 abitanti al censimento del 2010, istituita nel 2005.
È situata sull'isola di Santiago. In precedenza era una parrocchia della contea di Santa Cruz.
Il governo della contea si è insediato il 21 luglio 2005.